# Baixa emissividade
Baixa emissividade térmica refere-se a uma condição de superfície que emite baixos níveis de energia térmica radiante (calor). Todos os materiais absorvem, refletem e emitem energia radiante, mas aqui, a principal preocupação é um intervalo de comprimento de onda especial de energia radiante, nomeadamente, radiação térmica de materiais com temperaturas entre cerca de 40 a 60 graus Celsius. O conceito tem grandes aplicações em isolamento de edificações e veículos, especialmente em seus vidros.